# Kasaudden
Kasaudden är en udde i Finland.   Den ligger i Borgå i landskapet Nyland, i den södra delen av landet, 40 km öster om huvudstaden Helsingfors.
Terrängen inåt land är mycket platt. Havet är nära Kasaudden åt sydost.